# Poculum subcinnabarinum
Poculum subcinnabarinum är en svampart som först beskrevs av Dennis, och fick sitt nu gällande namn av Dumont 1975. Poculum subcinnabarinum ingår i släktet Poculum och familjen Rutstroemiaceae.   Inga underarter finns listade i Catalogue of Life.